# 朱婧汐
朱婧汐（1988年4月18日—），赛博格身份Akini Jing，原名朱婧，族名月罕瓒，傣族，云南普洱人，多领域创作者、艺术家及音乐人、“赛博歌姬”、中国女歌手、词曲作者、音乐制作人、主持人。

## 生平
2003年8月，参加首届云南省青少年世纪风采文艺大赛，获得演唱组银奖，结识乐评人彭洪武。2004年，左小祖咒为她量身打造首张EP《香格里拉》。2008年4月，个人首张专辑《朱婧 June》于台湾发行。同年12月，该专辑内地版《天空的边际》正式上市。2013年成为与非门乐队客座主唱，同年，发行EP《她》。2014年，发布首张个人全创作专辑《以梦为马》。
2015年9月14日，由原名朱婧更名为朱婧汐，并发行EP《夏的最后一日》 。同年，她为鹿晗打造首张个人专辑，負責近半数歌曲的词作，并以“鹿晗御用作词人”的身份被中國大陸业界熟知。2016年，参加央视综艺节目《中国好歌曲第三季》，凭借原创歌曲《心碎大道》加入刘欢战队。2017年起，担任微软（亚洲）互联网工程院人工智能创造实验室专家顾问。2018年，发布的英文单曲《Shadow》登上Billboard Top 40流行指数榜，成为全球首个登上该榜单的华人。同年，参加由腾讯视频出品的电子音乐制作人竞演节目《即刻电音》。
2019年，录制由腾讯视频出品的纪录片《我们的浪潮》，并开始以赛博格身份Akini Jing发表作品。2020年，参加芒果TV推出的女团竞演真人秀《乘风破浪的姐姐》。2020年9月，发布专辑《塑胶天堂》，同时开启“塑胶天堂Plastic Heaven V1.0”巡演。2021年2月，与环球音乐版权管理集团中国公司签订专属作者合约，提名GQ全球21位“未来之声”音乐人之一。同年，录制综艺《说唱听我的2》和《国乐大典4》。2022年1月，《塑胶天堂》获得第五届唱工委音乐盛典CMA2021年度最佳电子音乐专辑；6月30日推出“AKINI ZONE”系列数字藏品；7月，发布与Chace合作创作的专辑《永无止境的告别》。
2023年3月11日，官宣加入88rising，3月14日发行单曲《Pump Up》。

## 获奖与提名
- 第十六届东方风云榜东方新人银奖[27]
- 第九届音乐风云榜最佳新人[28]
- 中国音乐流行榜十大新人新歌“十大新人”[29]
- 第十三届音乐风云榜最佳民谣歌曲《泸沽湖情歌》
- 音乐先锋榜2013年度年度最佳先锋创作歌手、年度最佳全球首播歌曲《她》[30]
- 华语金曲奖年度十大华语金曲《泸沽湖情歌》[31]
- 第十四届华语音乐传媒大奖“评审团推荐奖”和“百家传媒最受瞩目女歌手”《以梦为马》
- 第五届唱工委音乐盛典CMA2021年度女歌手（提名），最佳电子音乐专辑《塑胶天堂》（获奖）

## 音乐作品

### 个人专辑
- 2008年 朱婧 June（内地版 天空的边际）
- 2014年 以梦为马
- 2020年 塑胶天堂 Plastic Heaven
- 2022年 永无止境的告别 Endless Farewell

### EP
- 2004年 香格里拉
- 2013年 她
- 2015年 夏的最后一日

### 单曲
- 茄子
- Shadow
- Crescent 新月
- 最后的地球人 The Last of Human
- Pump Up

## 演出

### 个人巡演
- 塑胶天堂Plastic Heaven V1.0
- 东方赛博之VILLAIN巡演

### 音乐节
- 2019厦门草莓音乐节
- 2021北京草莓音乐节
- HITC云思妙想音乐节 马尼拉站、纽约站

### 专场演出
- 朱婧汐Akini Jing×大悲宇宙×N.APE顽猴「仿佛·未来」
- 酷狗音乐“明日巨演”全感沉浸音乐会
- 腾讯音乐浪潮榜×百加得朗姆酒 浪潮榜LIVEPARTY
- 曹斐“拉格朗日·冰室”开幕表演——“冷木星女王的水晶世界”